# Nelson Cuevas
Nelson Rafael Cuevas Amarilla (Asunción, 10 gennaio 1980) è un ex calciatore paraguaiano, attaccante.

## Carriera

### Club
Viene acquistato ancora diciottenne dal River Plate. Successivamente gioca in diverse squadre dell'america latina tra cui Pachuca e Santos Futebol Clube. Nel 2009 sostiene dei provini col Twente e con l'Hannover 96, ma alla fine decide di tornare in patria nelle file dell'Olimpia Asuncion.
Dal 2011 giocherà nel Puebla.

### Nazionale
Ha giocato 41 partite e segnato 6 gol con la maglia della Nazionale del suo Paese, partecipando anche a due diverse edizioni dei Mondiali (2002 e 2006) e della Coppa America (1999 e 2007). Ha inoltre partecipato al Mondiale Under-20 del 1999.

## Palmarès

### Club

#### Competizioni nazionali
- Campionato argentino: 4

River Plate: Apertura 1999, Clausura 2000, Clausura 2002, Clausura 2003
- Campionato messicano: 1

Pachuca: Clausura 2006
- Campionato paraguaiano: 1

Libertad: Clausura 2008
- Campionato cileno: 1

Universidad de Chile: Apertura 2009

#### Competizioni internazionali
- Coppa Sudamericana: 1

Pachuca: 2006
- CONCACAF Champions' Cup: 1

América: 2006